# Mönsheim
Mönsheim è un comune tedesco di 2 792 abitanti, situato nel land del Baden-Württemberg.